# Ypupiara
Ypupiara — викопний рід тероподів з пізньокрейдової формації Serra da Galga в Бразилії. Це був перший представник дромеозаврид, знайдений у Південній Америці, та перший представник підродини Unenlagiinae, який був знайдений, але не перший, що був ідентифікований як такий. Тип і єдиний вид — Ypupiara lopai — відомий лише за один зразком, який був знищений під час пожежі у 2018 році.

## Історія дослідження
Права верхньощелепна кістка і зубна кістка динозавра знайдені десь між 1940 і 1960 роками у відкладеннях формації Марілія на півдні Бразилії. Зразки зберігалися неописаними у Національному музеї Бразилії. Зразки були досліджені, сфотографовані та задокументовані у 2018 році, проте 2 вересня 2018 року під час масштабної пожежі зразки були знищенні. Але матеріал дослідження був вже готовий для публікації й новий рід та вид динозавра були описані у 2021 році. Родова назва Ypupiara походить від слова мовою тупі, що означає «той, хто живе у воді», і є посиланням на місцеву міфологічну істоту та передбачуваний рибний раціон динозавра. Видова назва lopai вшановує першовідкривача голотипу Альберто Лопу.

## Опис
Автори оригінального опису припустили, що Unenlagiinae, такі як Ypupiara та її сестринський таксон Austroraptor, ймовірно, споживали рибу як значну частину свого раціону, судячи з їхніх конічних зубів без зазубрин, схожих на зуби інших рибоїдних чотириногих, зокрема крокодилоподібних, спінозаврових та птерозаврів родини Anhangueridae.